# اونکیت
اونکیت (به انگلیسی: Evenkite) با فرمول شیمیایی {\displaystyle {\ce {C24 H50}}} از مجموعه کانی هاست و پلاستیک، شکل‌پذیر و قابل‌انعطاف است. با آب سرد تمیز می‌شود. از نور خورشید و حرارت باید محفوظ بماند. کانی‌های مشابه آن کهربا، کلسیت و ایدریالیت است که از نظر چگالی، سختی، رَخ و ذوب از آن متمایز هستند. نام آن از نام منطقه اِوِنکی در سرزمین کراسنویارسک روسیه گرفته شده است. محلول در آب گرم و اسیدها می‌باشد و کمی ذوب می‌شود. درحرارت بالای ۴۵ درجه سانتی گراد تبخیر می‌شود. در بلورهای پهن و کوتاه یافت می‌شود. سیستم تبلور آن مونوکلینیک و در رده‌بندی مواد آلی است و منشأ تشکیل آن هیدروترمال-آتشفشانی است.
همایند کانی‌شناسی (پاراژنز) آن کهربا- کلسیت- ایدریالیت- کلسیت- مارکاسیت- کالسدوئن- ایدریالیت است، از نظر ژیزمان بلوری - تجمع دانه‌ای - توده‌ای - آغشتگی کمیاب است. برای اولین بار در روسیه کشف شده (در یک معدن جیوه) سپس در چک اسلواکی نیز در معدن جیوه پیدا شده است.